# Сенит
Сеньит Задик Задик (англ. Senhit Zadik Zadik; род. 1 октября 1979, Болонья, Италия), также известная как Сенит (англ. Senit) — итальянская певица эритрейского происхождения, представительница Сан-Марино на конкурсе песни Евровидение-2011 и Евровидение-2021.

## Биография
Родилась в Болонье, в семье эмигрантов из Эритреи. Свою карьеру начала за рубежом, выступая в различных мюзиклах в Швейцарии и Германии. В 2002 году вернулась в Италию и в 2006 году выпустила свой дебютный альбом. В следующем году она выпустила свой второй альбом — «Un Tesoro è necessariamente nascosto». В 2009 году — третий, англоязычный альбом «So High».
Сенит представила Сан-Марино на конкурсе песни Евровидение-2011 в Дюссельдорфе, Германия. Конкурсная песня «Stand by» («Остаться») была исполнена 10 мая в рамках первого полуфинала конкурса, где заняла 16 место, набрав 34 балла, и не прошла в финал.
Сенит должна была принять участие в «Евровидении-2020» в Роттердаме, во втором полуфинале конкурса 14 мая 2020 года с песней «Freaky!», однако конкурс был отменён в связи с пандемией COVID-19.
На конкурс песни Евровидение-2021 Сенит поехала с песней «Adrenalina», в записи которой также поучаствовал американский рэпер Flo Rida. Дуэт открыл второй полуфинал, в котором их выступление вошло в десятку лучших, набрав 118 баллов и обеспечив им путёвку в финал. В финале же Сенит и Flo Rida выступили последними под двадцать шестым номером и заняли двадцать второе место, набрав 50 баллов (37 баллов от жюри и 13 баллов от телезрителей).

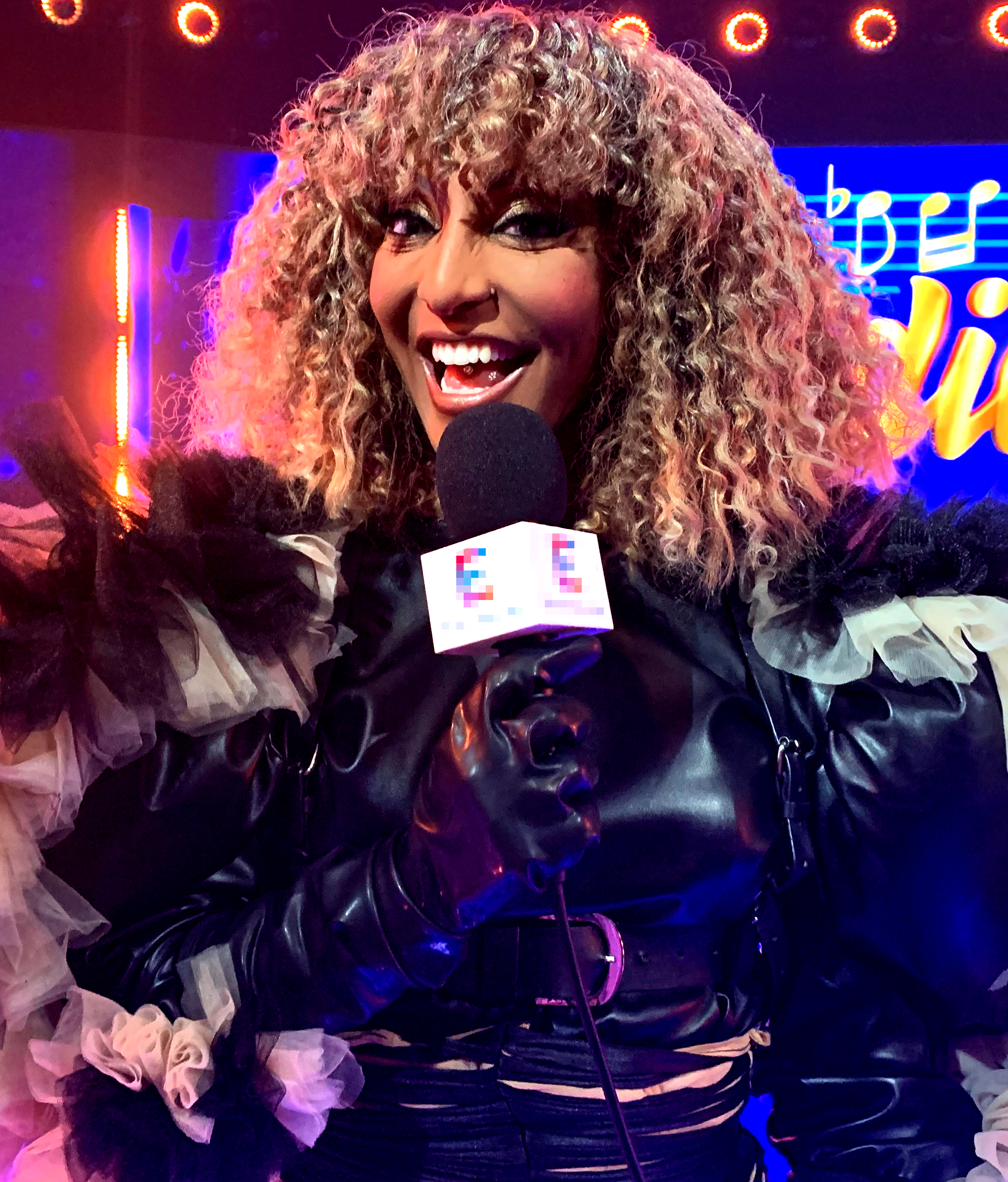
Сенит в 2021 году

## Дискография

### Альбомы
| Название                             | Детали                                                                   |
| ------------------------------------ | ------------------------------------------------------------------------ |
| Senit                                | - Выпущен: 2006 - Формат: Цифровое скачивание, CD - Лейбл: Panini S.p.a. |
| Un tesoro è necessariamente nascosto | - Выпущен: 2007 - Формат: Цифровое скачивание, CD - Лейбл: Panini S.p.a. |
| So High                              | - Выпущен: 2009 - Формат: Цифровое скачивание, CD - Лейбл: Panini S.p.a. |

### Мини-альбомы
| Название  | Детали                                                                           |
| --------- | -------------------------------------------------------------------------------- |
| Hey Buddy | - Выпущен: 30 June 2017 - Формат: Цифровое скачивание, CD - Лейбл: Panini S.p.a. |

### Синглы
| Название                   | Год  | Альбом                               |
| -------------------------- | ---- | ------------------------------------ |
| «La mia città è cambiata»  | 2005 | Senit                                |
| «La cosa giusta»           | 2005 | Senit                                |
| «In mio potere»            | 2005 | Senit                                |
| «La faccia che ho»         | 2007 | Un tesoro è necessariamente nascosto |
| «Io non dormo»             | 2007 | Un tesoro è necessariamente nascosto |
| «Work Hard»                | 2009 | So High                              |
| «No More»                  | 2009 | So High                              |
| «Party on the Dance Floor» | 2010 | So High                              |
| «Stand By»                 | 2011 | Неальбомные синглы                   |
| «Through the Rain»         | 2011 | Неальбомные синглы                   |
| «One Stop Shop»            | 2013 | Неальбомные синглы                   |
| «Something on your mind»   | 2017 | Hey Buddy                            |
| «Hey Buddy»                | 2017 | Неальбомные синглы                   |
| «Dark Room»                | 2019 | Неальбомные синглы                   |
| «Un Bel Niente»            | 2019 | Неальбомные синглы                   |
| «Heartache»                | 2019 | Неальбомные синглы                   |
| «Obsessed»                 | 2020 | Неальбомные синглы                   |
| «Freaky!»                  | 2020 | Неальбомные синглы                   |